# جرج اسکات (بازیکن فوتبال، زاده ۱۹۱۵)
جرج اسکات (انگلیسی: George Scott؛ ۱۱ ژوئن ۱۹۱۵ – ۲۶ ژوئیه ۱۹۴۲) بازیکن فوتبال اهل بریتانیا بود.
از باشگاه‌هایی که در آن بازی کرده‌بود می‌توان به باشگاه فوتبال آبردین اشاره کرد.
وی همچنین در تیم ملی فوتبال اسکاتلند بازی کرده‌بود.